# Svetovni pokal v smučarskih skokih 1992
Svetovni pokal v smučarskih skokih 1992 je trinajsta sezona svetovnega pokala v smučarskih skokih.

## Koledar tekem
| Datum             | Prizorišče             | Skakalnica                      | Zmagovalec                                                                     | Drugi                                                                        | Tretji                                                                |
| ----------------- | ---------------------- | ------------------------------- | ------------------------------------------------------------------------------ | ---------------------------------------------------------------------------- | --------------------------------------------------------------------- |
| 1. december 1991  | Thunder Bay            | Big Thunder K90                 | Toni Nieminen                                                                  | Ari-Pekka Nikkola                                                            | Stefan Horngacher                                                     |
| 2. december 1991  | Thunder Bay            | Big Thunder K120                | Ernst Vettori                                                                  | Mike Holland                                                                 | Stephan Zünd                                                          |
| 14. december 1991 | Saporo                 | Mijanomori K90                  | Werner Rathmayr                                                                | Staffan Tällberg                                                             | František Jež                                                         |
| 15. december 1991 | Saporo                 | Okurajama K115                  | Werner Rathmayr                                                                | Stephan Zünd                                                                 | Werner Haim                                                           |
| 29. december 1991 | Oberstdorf             | Schattenbergschanze K115        | Toni Nieminen                                                                  | Werner Rathmayr                                                              | Stephan Zünd                                                          |
| 1. januar 1992    | Garmisch-Partenkirchen | Große Olympiaschanze K107       | Andreas Felder                                                                 | Toni Nieminen                                                                | Stephan Zünd                                                          |
| 4. januar 1992    | Innsbruck              | Bergiselschanze K109            | Toni Nieminen                                                                  | Andreas Goldberger                                                           | Andreas Felder                                                        |
| 6. januar 1992    | Bischofshofen          | Paul-Ausserleitner-Schanze K120 | Toni Nieminen                                                                  | Martin Höllwarth                                                             | Franci Petek                                                          |
| 10. januar 1992   | Predazzo               | Trampolino dal Ben K90          | Martin Höllwarth                                                               | Mikael Martinsson                                                            | Staffan Tällberg                                                      |
| 12. januar 1992   | Predazzo               | Trampolino dal Ben K120         | Avstrija · Werner Rathmayr · Ernst Vettori · Martin Höllwarth · Andreas Felder | Finska Vesa Hakala Ari-Pekka Nikkola Raimo Ylipulli Toni Nieminen            | Švica Yvan Vouillamoz Martin Trunz Sylvain Freiholz Stephan Zünd      |
| 17. januar 1992   | St. Moritz             | Olimpijska skakalnica K95       | Andreas Felder                                                                 | Werner Rathmayr                                                              | Martin Höllwarth                                                      |
| 19. januar 1992   | Engelberg              | Gross-Titlis-Schanze K120       | Andreas Felder                                                                 | Stephan Zünd                                                                 | Werner Rathmayr                                                       |
| 25. januar 1992   | Oberstdorf             | Letalnica Heini Klopfer K182    | Werner Rathmayr                                                                | Andreas Felder                                                               | Mikael Martinsson                                                     |
| 26. januar 1992   | Oberstdorf             | Letalnica Heini Klopfer K182    | Werner Rathmayr                                                                | Andreas Felder                                                               | Andreas Goldberger                                                    |
| 29. februar 1992  | Lahti                  | Salpausselkä K90                | Toni Nieminen                                                                  | Ernst Vettori                                                                | Noriaki Kasai                                                         |
| 1. marec 1992     | Lahti                  | Salpausselkä K114               | Toni Nieminen                                                                  | Heinz Kuttin                                                                 | Andreas Felder                                                        |
| 4. marec 1992     | Örnsköldsvik           | Paradiskullen K90               | Ernst Vettori                                                                  | Noriaki Kasai                                                                | Mikael Martinsson                                                     |
| 8. marec 1992     | Falun                  | Lugnet K115                     | Tekma odpovedana                                                               | Tekma odpovedana                                                             | Tekma odpovedana                                                      |
| 8. marec 1992     | Trondheim              | Granåsen K120                   | Heinz Kuttin                                                                   | Ernst Vettori                                                                | Toni Nieminen                                                         |
| 11. marec 1992    | Trondheim              | Granåsen K120                   | Toni Nieminen                                                                  | Ernst Vettori                                                                | Ari-Pekka Nikkola                                                     |
| 15. marec 1992    | Oslo                   | Holmenkollen K110               | Toni Nieminen                                                                  | Jiri Parma                                                                   | Martin Höllwarth                                                      |
| 21. marec 1992    | Harrachov              | Letalnica Čertak K180           | Noriaki Kasai                                                                  | Andreas Goldberger                                                           | Roberto Cecon                                                         |
| 22. marec 1992    | Harrachov              | Letalnica Čertak K180           | Tekma odpovedana                                                               | Tekma odpovedana                                                             | Tekma odpovedana                                                      |
| 28. marec 1992    | Planica                | Bloudkova velikanka K120        | Avstrija · Andreas Felder · Martin Höllwarth · Werner Rathmayr · Heinz Kuttin  | Nemčija · Andreas Scherer · Christof Duffner · Jens Weißflog · Ralf Gebstedt | Finska Ari-Pekka Nikkola Raimo Ylipulli Risto Laakkonen Toni Nieminen |
| 29. marec 1992    | Planica                | Bloudkova velikanka K120        | Andreas Felder                                                                 | Heinz Kuttin                                                                 | Toni Nieminen                                                         |

## Skupne uvrstitve

### Posamično
| Poz | Skakalec           | Točke |
| --- | ------------------ | ----- |
| 1.  | Toni Nieminen      | 269   |
| 2.  | Werner Rathmayr    | 229   |
| 3.  | Andreas Felder     | 218   |
| 4.  | Ernst Vettori      | 205   |
| 5.  | Stephan Zünd       | 147   |
| 6.  | Mikael Martinsson  | 132   |
| 7.  | František Jež      | 127   |
| 8.  | Andreas Goldberger | 123   |
| 9.  | Noriaki Kasai      | 115   |
| 10. | Martin Höllwarth   | 112   |
| 11. | Heinz Kuttin       | 92    |
| 12. | Ari-Pekka Nikkola  | 81    |
| 13. | Franci Petek       | 72    |
| 14. | Jaroslav Sakala    | 67    |
| 15. | Jiří Parma         | 66    |
| 16. | Staffan Tällberg   | 57    |
| 17. | Ivan Lunardi       | 54    |
| 18. | Samo Gostiša       | 52    |
| 19. | Christof Duffner   | 51    |

| Poz | Skakalec           | Točke |
| --- | ------------------ | ----- |
| 20. | Jim Holland        | 48    |
| 21. | Tomas Goder        | 46    |
| 22. | Werner Haim        | 42    |
| 23. | Martin Trunz       | 36    |
|     | Sylvain Freiholz   | 36    |
| 25. | Roberto Cecon      | 32    |
| 26. | Magne Johansen     | 27    |
| 27. | Risto Laakkonen    | 26    |
|     | Oyvind Berg        | 26    |
| 29. | Masahiko Harada    | 24    |
|     | Alexander Pointner | 24    |
|     | Stefan Horngacher  | 24    |
| 32. | Ralf Gebstedt      | 23    |
| 33. | Didier Mollard     | 22    |
| 34. | Espen Bredesen     | 20    |
| 35. | Steve Delaup       | 19    |
| 36. | Dionis Vodnev      | 18    |
| 37. | Jens Weißflog      | 16    |
|     | Matjaž Zupan       | 16    |

| Poz | Skakalec             | Točke |
| --- | -------------------- | ----- |
| 39. | Raimo Ylipulli       | 14    |
| 40. | Kendži Suda          | 13    |
| 41. | Dieter Thoma         | 10    |
| 41. | Marc Nölke           | 10    |
| 43. | Heiko Hunger         | 9     |
| 44. | Mihail Jesin         | 8     |
| 45. | Lasse Ottesen        | 7     |
|     | Vesa Hakala          | 7     |
| 47. | Andreas Scherer      | 6     |
| 48. | Nicolas Jean-Prost   | 4     |
|     | Ole Gunnar Fidjestøl | 4     |
|     | Rune Olijnyk         | 4     |
|     | Werner Schuster      | 4     |
|     | Mika Laitinen        | 4     |
|     | Jan Boklöv           | 4     |
| 54. | Motojasu Takeuči     | 2     |
|     | Akira Sato           | 2     |

### Svetovni pokal v poletih
| Poz | Skakalec           | Točke |
| --- | ------------------ | ----- |
| 1.  | Werner Rathmayr    | 50    |
| 2.  | Andreas Goldberger | 46    |
| 3.  | Andreas Felder     | 40    |
| 4.  | Tomáš Goder        | 36    |
| 5.  | Mikael Martinsson  | 34    |
| 6.  | Samo Gostiša       | 27    |
| 7.  | Noriaki Kasai      | 25    |
| 8.  | Stephan Zünd       | 19    |
|     | Christof Duffner   | 19    |
| 10. | Martin Trunz       | 18    |
| 11. | Roberto Cecon      | 15    |
|     | Ralf Gebstedt      | 15    |
| 13. | Jaroslav Sakala    | 13    |
| 14. | Alexander Pointner | 11    |
| 15. | Werner Haim        | 10    |

### Pokal narodov
| Poz | Država        | Točke |
| --- | ------------- | ----- |
| 1.  | Avstrija      | 1193  |
| 2.  | Finska        | 491   |
| 3.  | Češkoslovaška | 356   |
| 4.  | Švica         | 269   |
| 5.  | Švedska       | 237   |
| 6.  | Nemčija       | 186   |
| 7.  | Japonska      | 169   |
|     | Slovenija     | 169   |
| 9.  | Norveška      | 121   |
| 10. | Italija       | 110   |
| 10. | Francija      | 71    |
| 10. | ZDA           | 48    |
| 13. | SND           | 35    |
| 14. | Poljska       | 18    |
| 15. | Kanada        | 9     |
| 16. | Bolgarija     | 8     |